# Fischteicheffekt
Der Fischteicheffekt (vom engl. big-fish-little-pond-effect (BFLPE), früher auch Bezugsgruppeneffekt) beschreibt in der Pädagogik das Phänomen, dass Schüler durch leistungsschwächere Mitschüler in ihrer Klasse eine stärkere Lernmotivation besitzen, da ihre Leistungen dort öfter auffallen, besonders honoriert werden und sie bestrebt sind, ihren Vorsprung zu halten. Das gilt besonders für Schüler, deren Selbstbewusstsein nicht besonders stark ausgeprägt ist. Auf Anraten von Psychologen schicken manche Eltern ihre Kinder gezielt auf Schulen, die im Ruf eines mäßigen Leistungsniveaus stehen. Herbert W. Marsh zufolge besagt der BFLPE, dass vergleichbar begabte Schüler ein geringer ausgeprägtes Selbstkonzept entwickeln, wenn sie eine Schule für besser Begabte besuchen, und dass sie ein höher ausgeprägtes Selbstkonzept ausbilden, wenn sie eine Schule mit geringem Begabungsniveau besuchen.
Dem entgegen steht der Reflected-Glory-Effect (auch Assimilationseffekt), der den besonderen Ansporn eines Schülers an einer Schule mit bekannt hohem Leistungsniveau beschreibt.
Der Fischteicheffekt ist eine Addition der beiden Effekte „negativer Kontrasteffekt“ und „positiver (aber kleinerer) Assimilationseffekt“, wodurch insgesamt ein negativer Zusammenhang des mittleren Leistungsniveaus der Bezugsgruppe mit dem Selbstkonzept eines Schülers entsteht.

## Empirische Studien

### Deutschland 1991
Durch die Wiedervereinigung wurde 1991 das DDR-Schulsystem größtenteils aufgelöst. Dessen Schüler, die zuvor ganz bewusst nicht nach Leistung gruppiert worden waren, wurden nun nach ihren Fähigkeiten auf Haupt-, Realschulen und Gymnasien des westdeutschen Schulsystems verteilt. Eine Untersuchung von Herbert W. Marsh, Olaf Köller und Jürgen Baumert zeigte zu Beginn des ersten gemeinsamen Schuljahres für die bereits seit zwei Jahren getrennt unterrichteten westdeutschen Schüler deutliche Auswirkungen des Fischteicheffekts. Die ostdeutschen Schüler, die zuvor noch nicht selektiert unterrichtet worden waren, zeigten zu Beginn des Schuljahres keinen signifikanten Effekt. Der Unterschied zwischen den beiden Gruppen verlor sich erwartungsgemäß bis zum Ende des Schuljahres.

### PISA-Studie 2003
Im Rahmen der Daten der PISA-Studie wurde von Herbert W. Marsh und Kit-Tai Hau eine Studie zur Generalisierbarkeit des Big-fish-little-pond Effects durchgeführt. Hier zeigte sich, dass der negative Effekt des mittleren Schulleistungsniveaus auf das mathematische Selbstkonzept der Schüler für 24 der 26 berücksichtigten Länder signifikant ausfiel, für die restlichen beiden nichtsignifikant negativ war. Dies wertete Mash als einen guten Beleg für die Generalisierbarkeit des BFLPE über verschiedene Kulturen und Schulsysteme. Allerdings fand Salchegger auch anhand der PISA-2003-Daten, dass der BFLPE in Schulsystemen mit früher Selektion der Schüler stärker ausgeprägt ist als in Gesamtschulsystemen.

### Australien
Das SELF Research Centre in Australien führt derzeit eine Untersuchung mit Schwimmern unterschiedlicher Leistungsgruppen in einem Wettbewerb durch.

## Begriffsherkunft
Fischteicheffekt ist die verkürzte Übertragung des englischen big-fish-little-pond-effect (dt.: großer-Fisch-kleiner-Teich-Effekt). Geprägt wurde der Begriff 1984 von Herbert W. Marsh, dem Gründer des australischen SELF Research Centres.
Der Begriff illustriert, dass in einem kleinen Teich die nur wenigen großen Fische noch auffallen können, während in einem großen See ein großer Fisch neben den vielen anderen großen Fischen keine Besonderheit mehr darstellt; um da noch auffallen zu können, muss ein Fisch also noch größer sein, oder übertragen: noch bessere Schulnoten haben. Die Metaphorik ist nicht ganz gelungen, denn die Aussage des Fischteicheffekts bezieht sich nicht auf kleine Schulen (kleiner Teich), sondern auf solche mit schwächeren Schülern (kleinen Fischen).